# Karl Sebastian Flacker

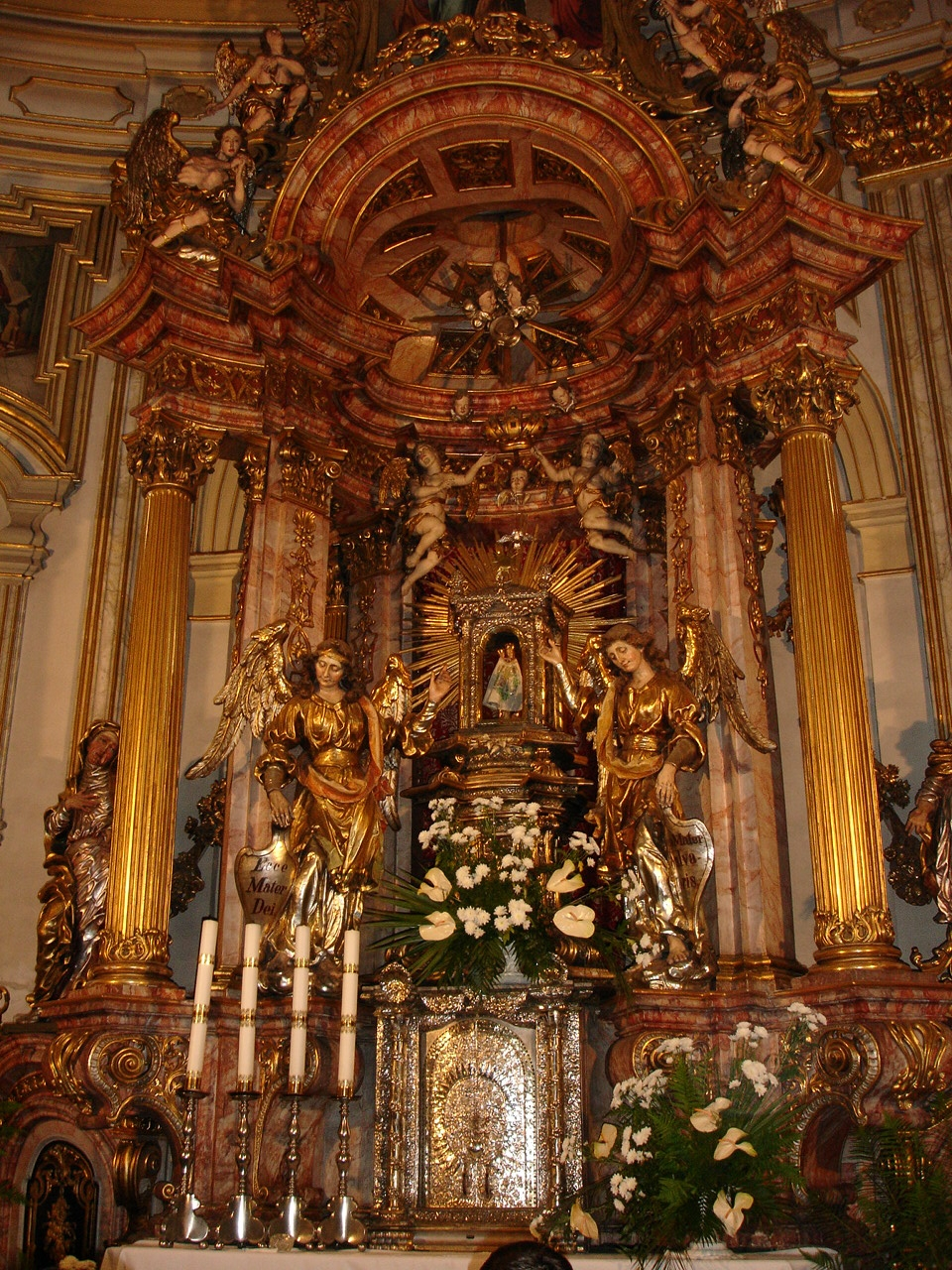
Hochaltar

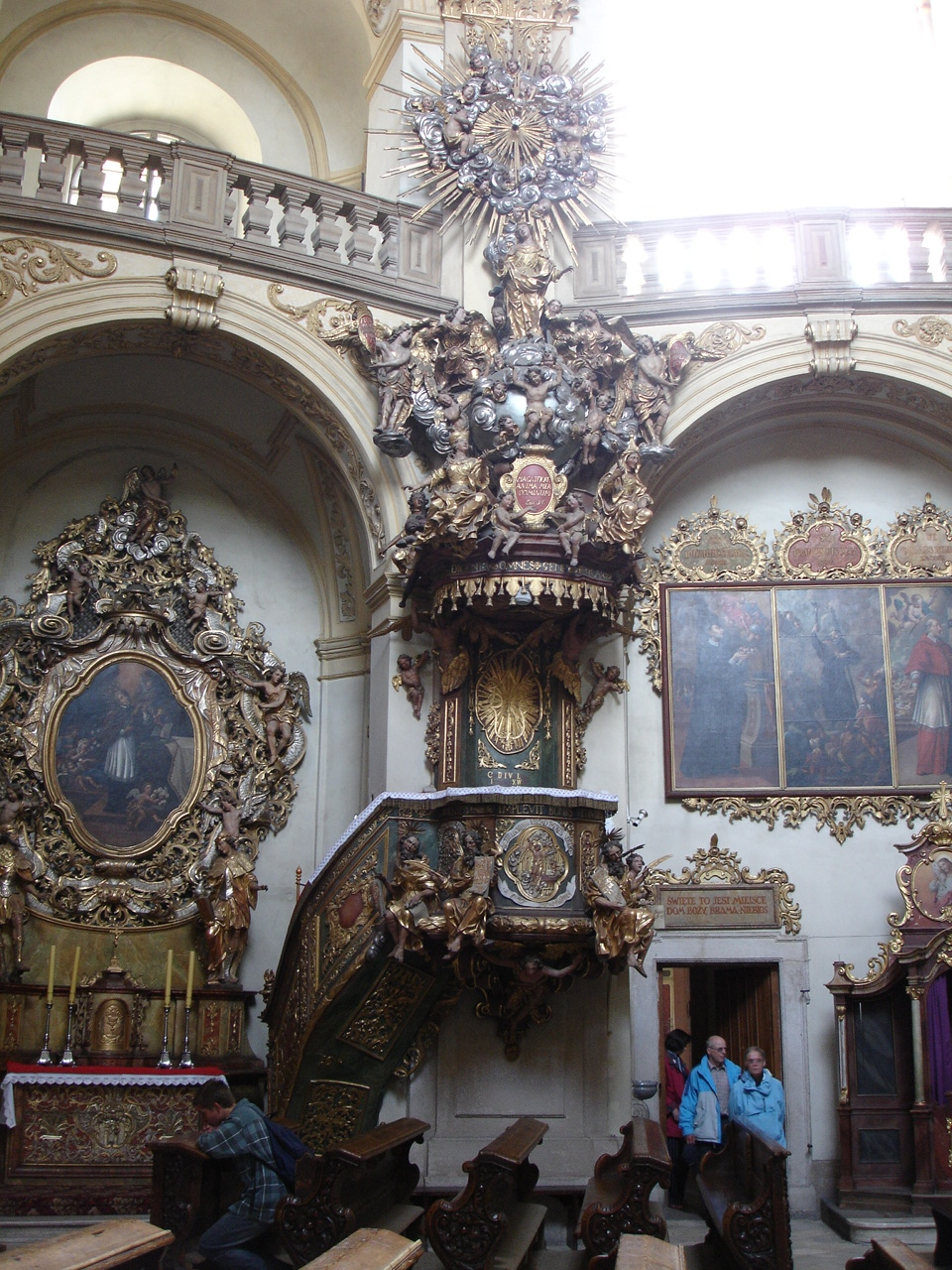
Magnifikat-Kanzel

Karl Sebastian Flacker (auch: Plag, Plack oder Plackh; * 1679 in Wien; † 22. März 1746 in Glatz, Grafschaft Glatz) war ein österreichischer Bildhauer des Barocks.

## Leben
Flacker war bereits verwitwet, als er am 2. Februar 1706 in Glatz heiratete. Dort betrieb er eine Bildhauerwerkstatt und wirkte vermutlich überwiegend an der Ausgestaltung von Kirchen in der Grafschaft Glatz. Zu seinen Schülern gehörte Michael Klahr d. Ä. Vermutlich arbeitete er auch mit dem zu gleicher Zeit in Glatz wirkenden Bildhauer Michael Kössler zusammen. Durch sein künstlerisches Werk wird Karl Sebastian Flacker als der bedeutendste Bildhauer des Glatzer Landes bezeichnet.

## Werke
- Für die Wallfahrtskirche Basilika Mariä Heimsuchung in Albendorf
  - 1720: Architektonischer Hochaltar mit den hll. Anna und Joachim auf den Pforten sowie die Figuren der Kirchenväter in den Nischen des Chores und die Hll. Johannes der Täufer und Elisabeth in der Vorhalle
  - 1723: Altäre hll. Johannes von Nepomuk und Antonius
  - 1724: Magnifikat-Kanzel mit Marienfigur und in der Bekrönung mit Personifizierungen der vier Kontinente
- 1713: St.-Anna-Altar in der Glatzer Pfarrkirche Mariä Himmelfahrt
- 1714: Sandsteinskulptur des Glatzer Stadtpatrons Franz Xaver für die dortige Brücktorbrücke[1]
- 1730: Hauptaltar der Waldkapelle St.-Johannes-Nepomuk südlich von Lewin
- 1733: Skulptur des hl. Franziskus sowie ein Kruzifix für die Kapelle auf dem Albendorfer Berg Tábor